# Plan del Manantial
Plan del Manantial är en ort i Mexiko.   Den ligger i kommunen Paso de Ovejas och delstaten Veracruz, i den sydöstra delen av landet, 290 km öster om huvudstaden Mexico City. Plan del Manantial ligger 23 meter över havet och antalet invånare är 917.
Terrängen runt Plan del Manantial är platt. Runt Plan del Manantial är det ganska tätbefolkat, med 80 invånare per kvadratkilometer. Närmaste större samhälle är Paso de Ovejas, 10,1 km nordväst om Plan del Manantial. Trakten runt Plan del Manantial består till största delen av jordbruksmark.